# Para acabar con Eddy Bellegueule
Para acabar con Eddy Bellegueule (francés: En finir avec Eddy Bellegueule) es una novela escrita por Édouard Louis publicada en febrero de 2014. Fue la primera novela publicada por Louis y obtuvo una buena acogida comercial en Francia siendo posteriormente traducida al italiano, albanés, español, neerlandés, inglés o alemán. De carácter autobiográfico y narrada en primera persona algunos de los temas centrales de la obra son el acoso escolar, la pobreza, la injusticia o la homofobia en un entorno hostil.

## Sinopsis
Eddy Bellegueule es un joven que desde muy niño se siente diferente en el mundo que le ha tocado vivir. Nacido en el seno de una familia pobre en un pueblo de Picardía región en el norte de Francia. Eddy se siente muy lejos de las aspiraciones, usos y costumbres que por su situación le ha tocado vivir. Siendo un niño de maneras afeminadas su comportamiento genera rechazo entre los lugareños y en su propia familia donde debe soportar la violencia y humillaciones en un ambiente que no acepta las diferencias. Sus intentos de encajar en ese entorno devienen en fracasos. En su vida cotidiana retrata un universo en el que las mujeres acaban trabajando como cajeras tras abandonar sus estudios y los hombres pasan sin excepción de la escuela a la fábrica.
La violencia, la incultura, el alcoholismo, la opresión hacia los más débiles o el racismo es algo que, a medida que transcurren los años y se muestra su orientación homosexual, lo van alejando cada vez más de su familia y su entorno. Ante la observación de su fracaso, decide huir, y acaba abandonando el camino que se le trazó logrando ser aceptado en un instituto de Amiens donde descubre otra clase social cuyos códigos y usos son diferentes. El descubrimiento de esa nueva formación académica y sus deseos de escapar de un ambiente opresivo serán la vía de escape hacia un futuro distinto.

## Estructura
Dedicado al filósofo Didier Eribon la novela consta de dos partes, denominadas «Libro I» («Picardía (finales de los 90 - principios de los 2000)») y «Libro II» («Fracaso y vuelo»), seguidas de un epílogo. En el epígrafe hay una cita de Marguerite Duras.